# Las Animas
Las Animas est une île mexicaine située dans le golfe de Californie au large des côtes de la Basse-Californie au sein de l'archipel de San Lorenzo.

## Géographie
L'île est située au centre du golfe de Californie et constitue l'île secondaire de l'archipel de San Lorenzo, l'île principale, dont elle est séparée par un détroit de 150 m environ, avec les îles Salsipuedes, Rasa, et Partida du sud au nord. Elle est séparée du continent par le canal de Ballenas large d'environ 7 à 10 km. L'île fait environ 5 km de longueur et 1,2 km de largeur maximales pour 4 km2 de superficie totale.
L'île Las Animas est inhabitée et abrite un parc naturel national.

## Histoire
En 2007, l'île a été classée avec 244 autres au Patrimoine mondial de l'humanité par l'UNESCO comme « Îles et aires protégées du Golfe de Californie ».